# Ros Beiaard (Dinant)

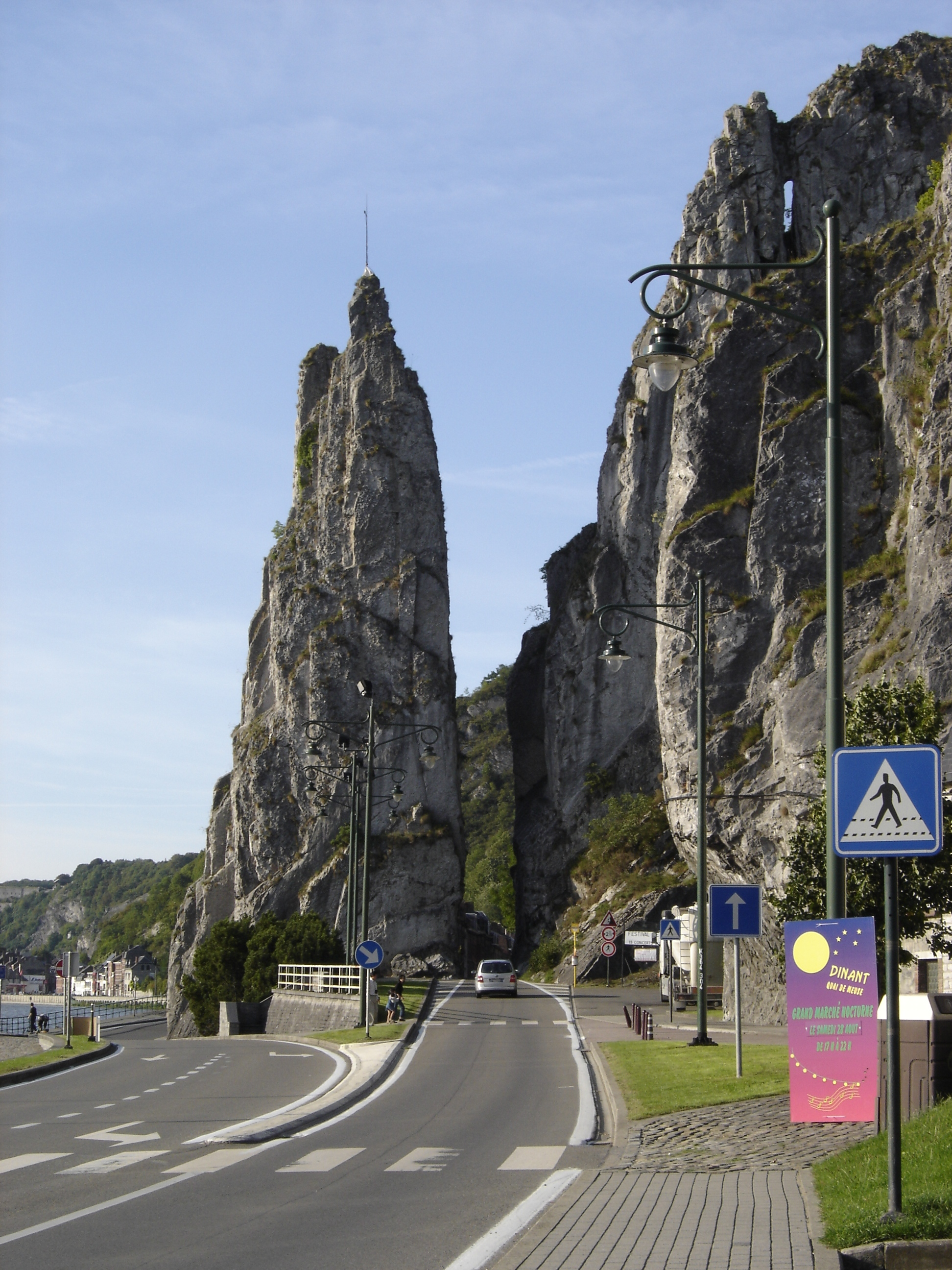
Le Rocher Bayard

Het Ros beiaard van Dinant (Lokaal: Cheval Bayard) is een folkloristisch reuzenpaard dat het gelijknamige paard uit de legende van de Vier Heemskinderen voorstelt. Het weegt 250kg en wordt gedragen door zes personen.

## Legende
In Dinant en omstreken worden eigen varianten van de Ros Beiaard-legende verteld waarbij die de oorsprong van de Rocher Beyard, een rots langs de Maas, verklaren.

### Versie 1
Er waren eens vier Heemskinderen. Ze hadden een magisch paard van hun vader gekregen, maar Karel de Grote wilde dat paard in zijn bezit en besloot een vloek uit te spreken over de Vier Heemskinderen. Op slag veranderden de kinderen in vier hoge rotsen. Nu zou Karel de Grote alle macht over het paard hebben, maar het paard hield zo veel van de kinderen dat hij van verdriet zelf in een rots veranderde (de Rocher Beyard). Karel de Grote was zijn paard kwijt.

### Versie 2
Er waren eens Vier Heemskinderen. Ze hadden een magisch paard van hun vader gekregen, maar Karel de Grote wilde dat paard in zijn bezit krijgen en besloot de Vier Heemskinderen te vermoorden. Hij ging achter hen aan. Toen de kinderen aan de Maas kwamen, konden ze geen kant meer uit, maar het paard was hun redding. Ze klommen op het paard dat over de Maas sprong, zich daarvoor afstootte tegen een rots, zo hard dat die rots in tweeën spleet. De kinderen waren gered.